# Koziol (Unternehmen)
Die Koziol »ideas for friends GmbH [koˈt͜siːɔl] ist ein Hersteller von Designartikeln und Wohnaccessoires aus Kunststoff mit Sitz in Erbach. Koziol produziert alle Waren am Firmensitz in Erbach im Odenwald und exportiert in über 50 Länder der Erde, bei einer Exportquote von 60 Prozent.

## Geschichte

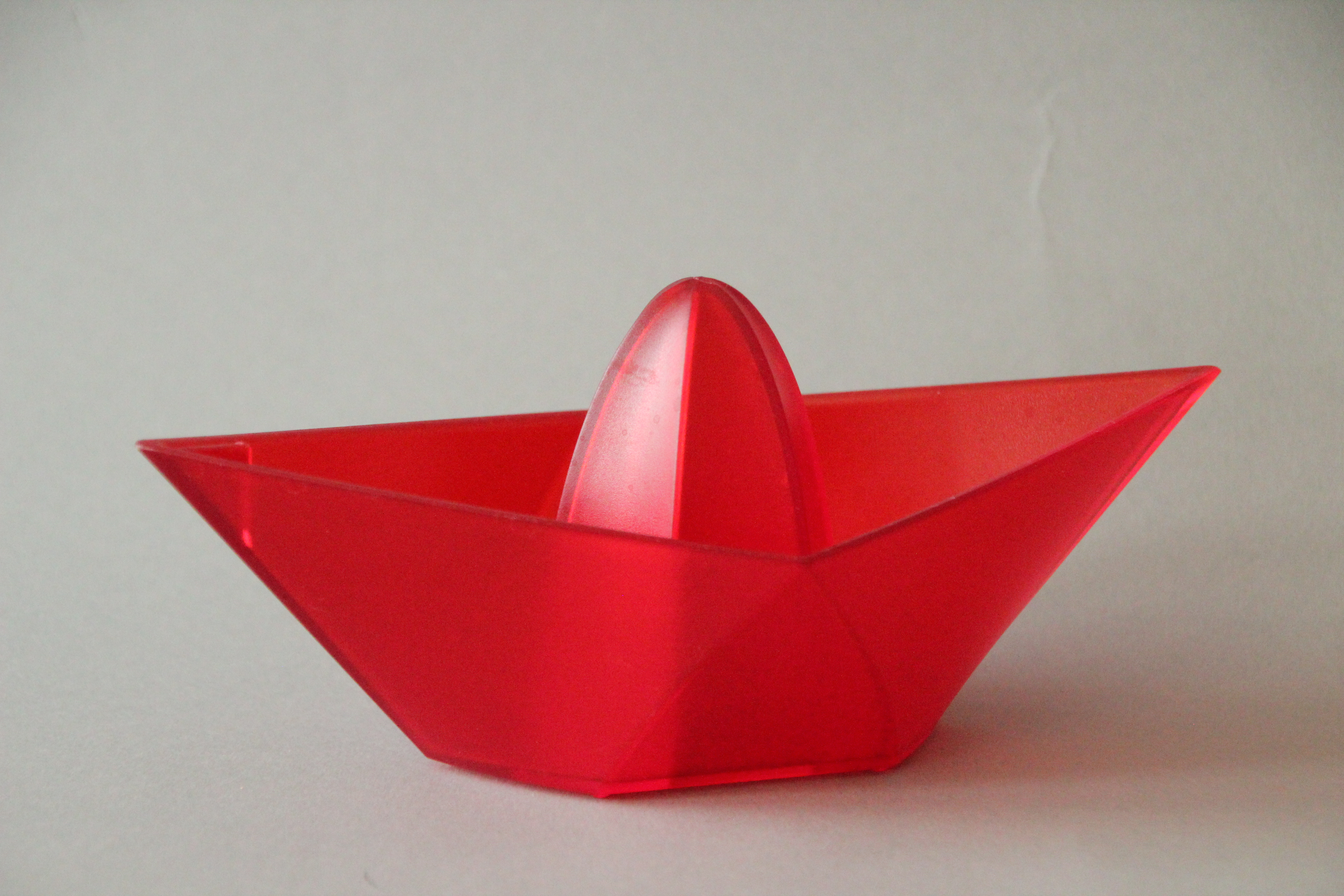
Zitruspresse Ahoi von Koziol

Am 27. November 1927 meldete der 19-jährige Bernhard Koziol in Michelstadt eine Elfenbeinwerkstatt als Gewerbe an. Die kleine Werkstatt befand sich zunächst in seiner Schlafkammer, aber der Betrieb wuchs rasch, und so wurde bereits 1930 eine Scheune zur Werkstatt umgebaut, in der von rund 30 Mitarbeitern Schmuck aus Elfenbein geschnitzt wurde. 1935 wurde die erste handbetriebene Kunststoffspritzgussmaschine angeschafft; damals eine technische Revolution. Von nun an wurden die Broschenmotive aus thermoplastischem Kunststoff gegossen. Im Jahre 1940 zogen die mittlerweile 150 Mitarbeiter in neue Fabrikhallen in Michelstadt ein. Nach dem Ende des Zweiten Weltkriegs wurde die Produktion dekorativer Kunststoffartikel wieder aufgenommen. Ab 1950 wurden Souvenirartikel wie Broschen, Wandtafeln, Wechselbilderrahmen und Traumkugeln hergestellt. 1970 zog das Unternehmen in den neu errichteten Fabrikkomplex in Erbach, dem heutigen Firmensitz. 1980 übernahmen die beiden Söhne des Unternehmensgründers, Bernhard Koziol jun., 1998 verstorben, und Stephan Koziol, die Leitung. Seit den 1990er Jahren produziert Koziol hauptsächlich Haushaltswaren und Geschenkartikel.
Am 31. Oktober 2009 wurde am Firmensitz in Erbach die koziol-Glücksfabrik eröffnet.

### EiPott

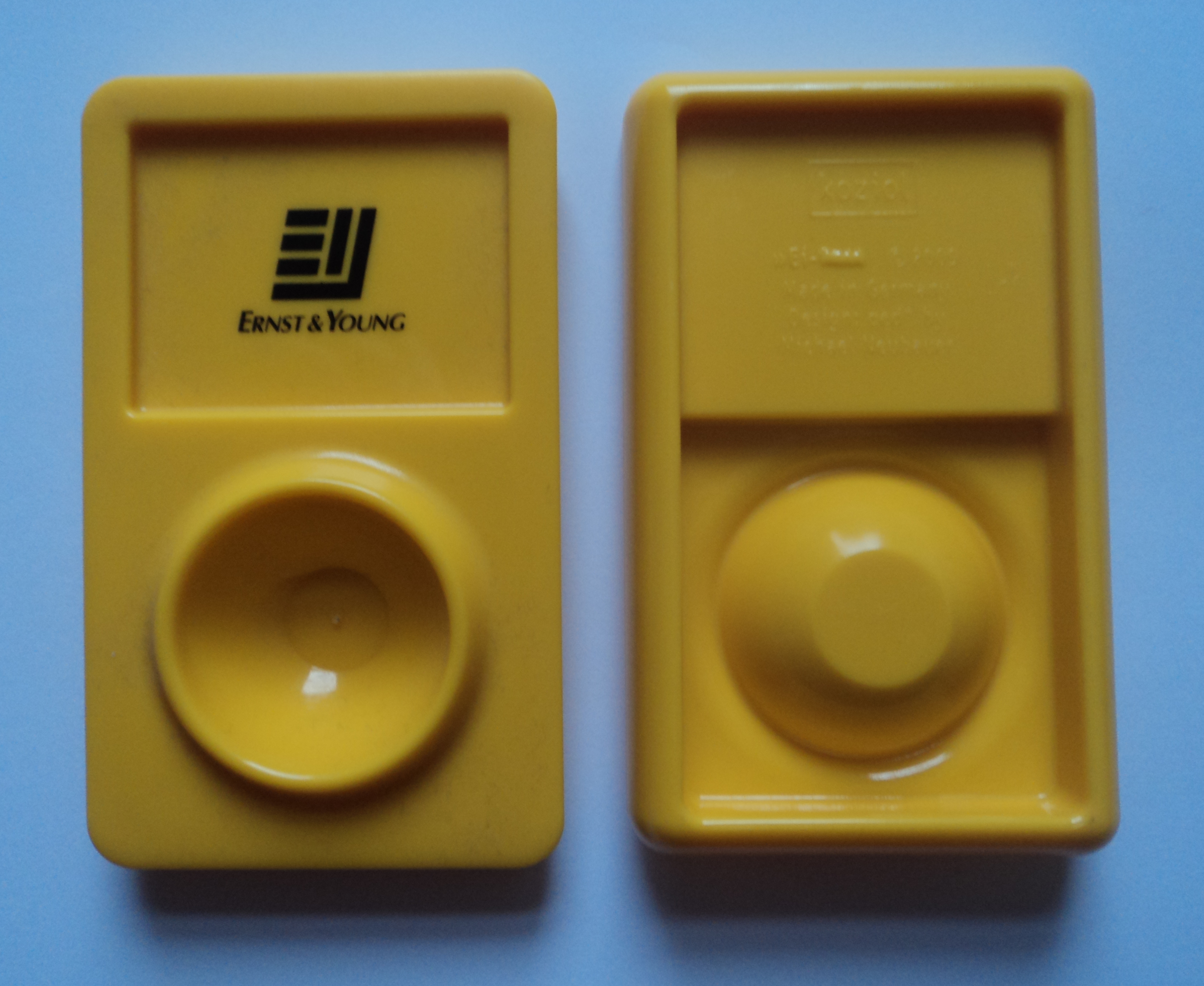
Vorder- und Rückseite eines „Ei-Pott“ der Firma Koziol mit dem Label von Ernst & Young. Auf der Rückseite sieht man das nach dem Markenrechtsstreit unkenntlich gemachte „Pott“.

2009 hatte Koziol einen Eierbecher auf den Markt gebracht, der bei Draufsicht einem iPod des Unternehmens Apple ähnelte und unter dem scherzhaften Namen „Ei-Pott“ vermarktet wurde. Apple klagte daraufhin wegen Markenrechtsverletzung, da es sich die Wortmarke iPod auch für Geräte und Behälter für Haushalt und Küche hatte schützen lassen. Im August 2010 erließ das Oberlandesgericht Hamburg eine einstweilige Verfügung, mit der Koziol die Verwendung der Bezeichnung „eiPott“ untersagt wurde. Der Eierbecher wurde daraufhin in Pott umbenannt.